# Ladri di cinema
Ladri di cinema è un film del 1994 scritto, diretto, prodotto e interpretato da Piero Natoli.

## Trama
Mercurio, un regista poco considerato dalle case di produzione, vede nella "Mantide Film" la sola possibilità per la distribuzione del suo film appena terminato. Mercurio tenta invano più volte di contattare la produzione ma senza esito fino a quando gli capita di parlare con Aristide, un assistente del produttore.
Aristide consiglia a Mercurio però una proiezione in anteprima al Festival di Cannes per riscontrarne l'impatto sul pubblico, ma la sola spettatrice della sala si rivela essere Josephine, una ragazza straniera che mostra passione per il genere cinematografico che tratta Mercurio e per i suoi lavori precedenti.
A causa dell'insuccesso ottenuto all'anteprima, il produttore non intende distribuire il film di Mercurio che depresso per quanto accaduto compie il gesto inconsulto di sperperare tutti i suoi averi a un casinò. Aiutato economicamente da Josephine - che nel frattempo si era affezionata al regista - Mercurio rientra a Roma.
Alcuni ragazzi della troupe di Mercurio, furibondi per il comportamento del produttore nei confronti di Mercurio, sottraggono una pellicola che deve essere distribuita a breve dai magazzini della Mantide film con un pretesto. Il produttore sentendosi ricattato e per evitare uno scandalo, annuncia durante la Mostra del cinema di Venezia l'imminente uscita del film di Mercurio con il compiacimento di Mercurio e della sua troupe che finalmente si sentono ripagati per le proprie fatiche.

## Riconoscimenti
- 1995 - Nastro d'argento
  - Candidatura per il miglior soggetto a Piero Natoli